# How Far I'll Go
How Far I'll Go è un brano musicale scritto e prodotto da Lin-Manuel Miranda per il film animato della Disney Oceania (titolo originale: Moana), uscito nel 2016. La canzone è interpretata nel film dall'attrice e cantante statunitense Auli'i Cravalho, mentre per la colonna sonora è stata registrata anche dalla cantante canadese Alessia Cara, che l'ha pubblicata come singolo.
Il brano ha ricevuto le candidature all'Oscar alla miglior canzone nell'ambito dei Premi Oscar 2017 e al Golden Globe per la migliore canzone originale ai Golden Globe 2017, ma in entrambi i casi ha perso appannaggio del brano City of Stars dal film La La Land.

## Tracce
1. How Far I'll Go – 2:55

## Video musicale
Il videoclip della canzone di Alessia Cara è stato diretto da Aya Tanimura e pubblicato il 3 novembre 2016.